# Royce da 5'9"
Royce da 5'9", pseudonimo di Ryan Daniel Montgomery (Detroit, 5 luglio 1977), è un rapper statunitense.
È famoso per le sue capacità nel freestyle, nel battling e nella storytelling nelle sue canzoni (cioè il trattare di un tema attraverso il riferimento ad un episodio vissuto o in cui l'autore si inserisce).
È ricordato anche dal pubblico meno interessato alla scena underground per singoli fortunati come Boom e l'album Death is Certain, oggi considerato un classico degli anni 2000.

## Biografia
Ryan Montgomery, nato e cresciuto a Detroit, Michigan, si trasferisce ad Oak Park (Michigan) all'età di 10 anni, dove acquisirà il soprannome "Royce". Comincia a rappare a 18 anni con l'amico Jah da 5'9". Sono i giocatori di basket più bassi della loro squadra, misurando entrambi appena 5 piedi e 9 pollici(circa un metro e 75 centimetri).

### Rock City
Royce firma il suo primo contratto discografico nel 1998 per la Tommy Boy Records. Lascia l'etichetta dopo poco tempo, causa differenze di lavorazione e idee, e firma per la Game Recordings, un'etichetta indipendente che lo aiuta a contattare la Columbia Records. La Columbia rimanda continuamente la pubblicazione del primo disco di Royce, Rock City, che nel frattempo finisce su Internet. Royce abbandona anche questa label, proprio mentre esce nei negozi di dischi Rock City. Il disco viene ripubblicato sotto Koch / Game Recordings come Rock City (Version 2.0). Nei riconoscimenti Eminem viene accreditato come produttore esecutivo nonostante compaia solo nella traccia Rock City (singolo Royce da 5'9"). Affinché il disco ottenga la necessaria attenzione Royce realizza Boom, singolo underground prodotto da DJ Premier.

### GTA III
La Rockstar Games commissiona la colonna sonora rap del gioco Grand Theft Auto III alla Game Recordings. Diversi artisti dell'etichetta, tra cui Sean Price, Black Rob, JoJo Pellegrino e lo stesso Royce compaiono nella scaletta della stazione radio Game FM con brani inediti e non.
Da citare "I'm The King", prodotta dal noto  Alchemist.
Verso la fine degli anni novanta Royce forma una crew chiamata D-Elite nella quale militano Tre'Little, Billy Nix, Jah da 5'9" (conosciuto anche come June), Cut Throat e Cha Cha, unico elemento femminile del gruppo. La D-Elite compare al completo nella versione originale dell'album Rock City, nella traccia D-Elite pt. 2.

### Bad Meets Evil
Attraverso il suo manager Kino Childrey, Royce da 5'9" venne presentato ad Eminem (Dic.1997), Da questo incontro nascerà il duo Bad Meets Evil, con Royce nella parte del Cattivo (Bad) ed Eminem in quella del Malvagio (Evil). Il duo ha registrato pochi singoli, uno di questi è "Bad Meets Evil", incluso nel disco di esordio di Eminem "The Slim Shady LP(1999). Col passare del tempo i rapporti si deteriorarono a causa delle tensioni tra Royce ed uno dei componenti dei D12, Bizarre. La lite coinvolse l'intero gruppo in una faida ai danni di Royce, che decise di rompere i rapporti sia con Eminem che con Proof (uno dei fondatori dei D12 e loro amico comune).

### Anni 2000
Dopo aver realizzato, nel 2005, Independent's Day, Royce lavora con grandi nomi del panorama rap statunitense. Segue i Mobb Deep in tour, scrive una canzone per Press Play, disco del 2006 di P. Diddy e promuove la sua nuova crew / etichetta indipendente, The M.I.C. (acronimo per Make It Count).
Alla fine del 2006, diverse etichette si contendono Royce, tra le quali la Bad Boy Records di Diddy e la The Jones Experience, fondata dal rapper Nas.

### Prigione
Royce da 5'9" viene arrestato il 21 settembre 2006 con l'accusa di guida in stato d'ebbrezza. La Contea di Oakland lo condanna ad un anno di prigionia nell'Oakland County Jail, Pontiac, Michigan. Comunque, il 9 gennaio 2007, Royce viene rilasciato per poter pubblicare un nuovo progetto..
Nel 2009 esce Street Hop, quarto album da solista. Nell'album è presente anche Busta Rhymes, in featuring nel brano Dinner Time, e Dj Premier come producer del brano Something 2 ride 2, cantato anche da Phonte.

### Anni 10
Dopo l'uscita dell'album Hell: The Sequel, nuovamente in collaborazione con Eminem (Bad Meets Evil), Royce ha iniziato a lavorare ad un progetto per un nuovo album. Il nuovo album è uscito l'8 agosto 2011 e il titolo è stato Success Is Certain.
In quel periodo Royce ha continuato a produrre soprattutto con il proprio gruppo, Slaughterhouse.
Nell'estate 2014 partecipa al brano The Imperial, in cui è affiancato da Action Bronson, Black Thought e Statik Selektah.
Successivamente riapre una collaborazione con Dj Premier, che sfocia nel duo rap PRhyme.
Il 26 febbraio annuncia sulla propria pagina Facebook l'uscita del nuovo album studio, Layers, prevista per il 15 aprile 2016. I brani saranno prodotti da Royce da 59 e Danaun Porter, ex membro dei D12.

## Tecnica
Caratteristica principale dell'MC è la strutturazione dei versi - spesso due o più barre contengono rime, cadenze ed assonanze pressoché uguali. Royce si distingue anche per la sua capacità nel descrivere situazioni usando un linguaggio semplice e di facile comprensione. È anche molto nota la sua abilità nel freestyle.

## Faide

### Dr. Dre
Verso il 1998, Eminem chiama Royce per una sua collaborazione su 2001, disco di Dr. Dre, come ghostwriter. Contribuisce a realizzare tracce come The Message e la versione originale di Xxplosive, allora The Way I Be Pimpin. Mentre è al lavoro su 2001, Royce registra pezzi per un nuovo disco. Ciò lascia intendere che abbia firmato un contratto per la Aftermath Entertainment. I rapporti con Dre si spezzano quando il manager di Royce, Kino Childrey, riferisce ad un giornalista il compito del rapper. Quando Royce si rifiuta di contraddire Kino, amico di lunga data, Dre lo elimina dal progetto e riscrive Xxplosive. Nonostante The Message sia finita su 2001, Royce da 5'9" non è mai stato pagato per la scrittura del testo.

### Shady Records
Nel 2002, Royce contatta Eminem per chiedergli un contratto con la Shady Records. Occupato con le riprese del film 8 Mile, Eminem non ci fa quasi caso, ma una settimana dopo accoglie 50 Cent nella scuderia. Royce non batte ciglio e accetta di partecipare all'Anger Management Tour con i D-Elite. Mentre sono in tour, i D12 offendono Royce per una barra scritta durante i concerti:
Una serie di equivoci porta Eminem e Royce a non parlarsi più e ad un'inevitabile beef tra la D-Elite Crew e i D12. Cominciano così a circolare canzoni cariche di insulti e autocelebrazione, trasmesse correntemente dalle radio di Detroit. I D12 registrano Smack Down (sul beat DI Back Down, 50 Cent) e Many Men (sul beat di Many Men, 50 Cent, e questa volta l'unico a prendersela con Royce è proprio Proof).
Royce risponde con Shit on U (sul beat di Shit on You, D12), diretta a Bizarre, We Ridin' , Death Day (sul beat di In Da Club, 50 Cent) e Malcom X, forse la più violenta e famosa di tutte (sul beat di Bang Bang, Capone-N-Noreaga).
Nel 2003, si chiude la rivalità tra Royce e Proof, in un confronto per le strade di Detroit. I due, supportati dai rispettivi gruppi, si scambiano insulti e arrivano anche alle armi da fuoco. La polizia li arresta e, una volta incarcerati, si chiariscono.

### Altri
Royce ha avuto un piccolo scontro con i Ruff Ryders sulla barra Royce, Reef, Double R, e il gruppo anni settanta Rose Royce lo ha accusato di aver rubato il nome. Royce ha infine avuto alcuni problemi con il famoso produttore Kanye West riguardo ad una canzone, Heartbeat, prodotta proprio da West. Kanye sostiene che Royce non lo ha mai pagato e gli acquirenti originali della produzione hanno poi rifiutato di comprarla. Dopo il disguido, West ha dichiarato di non voler lavorare mai più con Royce.
Nel 2008 Ryan attacca nuovamente Kanye West in "Shot Down" parodiando la recente hit del rapper di Chicago in "Love Lockdown".

## Discografia

### Album da solista
- 2002 – Rock City
- 2004 – Death Is Certain
- 2005 – Independent's Day
- 2009 – Street Hop
- 2011 – Success Is Certain
- 2016 – Tabernacle: Trust the Shooter EP
- 2016 – Layers
- 2018 – Book of Ryan
- 2020 – The Allegory

### Album collaborativi
- 2009 - Slaughterhouse (con Slaughterhouse)
- 2011 - Hell: The Sequel (EP con Bad Meets Evil)
- 2012 - Welcome to: Our House (con Slaughterhouse)
- 2014 - PRhyme (con DJ Premier)
- 2018 - PRhyme 2 (con DJ Premier)

### Mixtapes
- 2003 - Build & Destroy
- 2004 - M.I.C. (Make It Count)
- 2007 - The Bar Exam
- 2009 - The Bar Exam 2
- 2010 - The Bar Exam 3
- 2012 - On the House (con Slaughterhouse)
- 2017 - The Bar Exam 4